# 2014-es Balti kupa
A 2014-es Balti kupa egy labdarúgó esemény, amelyet 2014. május 29. és május 31. között rendeztek meg Litvániában.

## Előzmények
Ez a második alkalom, hogy Finnország is részt vett a tornán. Így a 2012-es tornán alkalmazott szabályok szerint zajlott le a torna. tizenegyesek döntik el a mérkőzést, ha 90 perc után döntetlen az állás.

## Mérkőzések

### Elődöntők
| 2014. május 29. 17:00 |

| Finnország | 0–1               | Litvánia      |
| ---------- | ----------------- | ------------- |
|            | (0–1) Jegyzőkönyv | 42' Novikovas |

| Olimpiskais Stadions, Ventspils Nézőszám: 631 Játékvezető: Vadims Direktorenko (Lettország) |

| 2014. május 29. 20:15 |

| Lettország                        | 0–0               | Észtország                   |
| --------------------------------- | ----------------- | ---------------------------- |
|                                   | (0–0) Jegyzőkönyv |                              |
| Büntetőpárbaj                     |                   |                              |
| Zjuzins Laizāns Fertovs Višņakovs | 4–2               | Vassiljev Vunk Kallaste Mets |

| Daugava Stadium, Liepāja Nézőszám: 2 115 Játékvezető: Sergejus Slyva (Litvánia) |

- Ez volt a búcsú mérkőzése Māris Verpakovskisnek.[2]

### Bronzmérkőzés
| 2014. május 31. 14:00 |

| Finnország            | 2–0               | Észtország |
| --------------------- | ----------------- | ---------- |
| 49' Hetemaj 88' Moren | (0–0) Jegyzőkönyv |            |

| Olimpiskais Stadions, Ventspils Játékvezető: Aleksandrs Anufrievs (Lettország) |

### Döntő
| 2014. május 31. 20:00 |

| Lettország  | 1–0               | Litvánia |
| ----------- | ----------------- | -------- |
| 6' Bulvitis | (1–0) Jegyzőkönyv |          |

| Daugava Stadium, Liepāja Nézőszám: 280 Játékvezető: Kristo Tohver (Észtország) |

#### Végeredmény
| Helyezés | Nemzet     | M | Gy | D | V | G+ | G– | Gk | P |
| -------- | ---------- | - | -- | - | - | -- | -- | -- | - |
| Arany.   | Lettország | 2 | 2  | 0 | 0 | 1  | 0  | +1 | 6 |
| Ezüst.   | Litvánia   | 2 | 1  | 0 | 1 | 1  | 1  | 0  | 3 |
| Bronz.   | Finnország | 2 | 1  | 0 | 1 | 2  | 1  | +1 | 3 |
| 4..      | Észtország | 2 | 0  | 0 | 2 | 0  | 2  | –2 | 0 |